# Rozalia Celak
Rozalia Celak, en polonais Rozalia Celakówna, née le 19 septembre 1901 à Jachówka et morte le 13 septembre 1944  à Cracovie, est une mystique polonaise du début du XXe siècle.

## Biographie

### Jeunesse et famille
Rozalia Celak naît le 19 septembre 1901 à Jachówka, en Petite-Pologne, de Tomasz et Joanna Celaków. Elle est l'aînée de leurs huit enfants. Cette famille d'agriculteurs se caractérise par sa piété. Dès le lendemain, Rozalia est baptisée dans l'église de Bieńkówka.
À la fin de son école primaire, elle arrête ses études pour aller aider ses parents aux travaux des champs.

### Premiers engagements spirituels et professionnels
À dix-sept ans, la jeune fille effectue un vœu privé de chasteté. En 1924, elle déménage pour Cracovie, d'abord comme garde-malade et femme de ménage, puis comme aide-soignante à l'hôpital Saint-Lazare de la ville. En 1927, elle essaie d'entrer chez les clarisses de Cracovie, mais sa santé fragile l'empêche de mener cette vie religieuse. Elle retourne donc à son travail d'aide-soignante.

### Mort et postérité
Elle meurt le 13 septembre 1944 à Cracovie.
Son procès en béatification commence en 1996. Le 9 avril 2022, le pape François la déclare « vénérable »,.